# Breckles
Breckles – wieś w Anglii, w Norfolk. W 1931 wieś liczyła 96 mieszkańców. Breckles jest wspomniana w Domesday Book (1086) jako Brecc(h)les/Brec(l)es.